# Сикорски Еъркрафт
Сикорски Еъркрафт Корпорейшън (на английски: Sikorsky Aircraft Corporation) е авиационна компания от Съединените щати, създадена от легендарния авиоинженер Игор Сикорски, заедно с няколко други руски имигранти – бивши офицери, през 1923 г.
През 1928 г. става част от „Юнайтед Еъркрафт“. Днес носи името „Юнайтед Технолъджиис Корпорейшън“ (на английски: United Technologies Corporation).

## Галерия
- UH-60 Блек Хоук
- CH-53 Супер Сталиън
- MH-53J Пейв Ло III
- H-34 „Чокто“
- S-70C Файърхоук
- S-55